# 944 히달고
944 히달고(영어: Hidalgo, /hɪˈdælɡoʊ/)는 외태양계의 어두운 소행성체로, 지름은 약 50 km이다. 히달고는 독일인 천문학자 발터 바데가 발견했으며, 궤도 긴반지름이 목성과 해왕성 사이에 위치하는 센타우루스군에서 첫 번째로 발견된 천체이다. 히달고의 이름은 멕시코의 혁명가 미겔 이달고 이 코스티야에서 따 왔다.

## 발견 및 후속 연구
히달고는 1920년 8월 31일 독일 천문학자 발터 바데가 독일 함부르크 베르겐도프 천문대에서 발견하였다. 히달고라는 이름은 1810년 멕시코의 독립 선포 및 멕시코 독립 전쟁의 관련 인물 미겔 이달고 이 코스티야를 따서 지어졌으며, 1923년 9월 10일 멕시코에서 있었던 개기일식을 관측하기 위해 멕시코로 간 독일 천문학자와 당시 멕시코 대통령 알바로 오브레곤의 간담회 중, 천문학자들이 대통령에게 소행성의 이름을 히달고로 해도 괜찮냐는 허가를 물었다.
히달고는 1993년 허블 전이 혜성 탐색 계획에 포함된 다섯 소행성체 중 하나였다.
1990년 후반, 전 세계의 천문학자들은 히달고를 포함해 10개의 소행성의 광도곡선 데이터를 구해 회전 상태와 형태를 구하기 위한 연구를 진행했으며, 논문 저자들은 히달고의 모습을 "매우 넓은 평원과 사각형 윤곽선으로, 볼록하지 않은 형태"를 띄고 있다고 표현했다. 광도곡선 일부는 급격한 최대치 변화를 보여줬는데, 이는 소행성이 볼록한 부분 2개로 이루어졌을 가능성이 있음을 시사한다.
명왕성이 발견되기 전까지 히달고는 태양에서 가장 멀리 떨어진 소행성체였다.

## 궤도

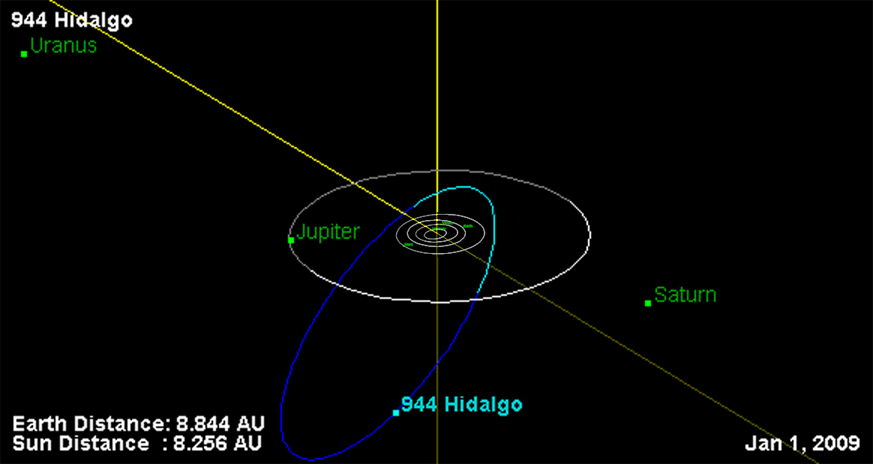
히달고의 궤도.

히달고는 궤도 긴반지름이 목성과 해왕성 사이에 위치하기 때문에 센타우루스군에 속하지만, 소행성체 센터에서는 히달고를 소행성대 소행성으로 분류하고 있다. 히달고는 1977년 2060 키론의 발견 전까지 일반적인 소행성으로 간주되었었다. 히달고는 큰 범주에서 해왕성 안쪽 천체나 원거리 소행성체로도 간혹 묶인다.
히달고의 궤도 이심률은 0.66으로 매우 높으며, 근일점은 1.95 AU로 소행성대 안쪽에 걸치지만 원일점은 9.54 AU로 토성 궤도 바깥으로, 히달고가 혜성으로 분류되었다면 토성족 혜성으로 분류되었을 것이다. 몇 천문학자들은 히달고가 과거에 혜성이었다는 이론을 내놓기도 한다. 히달고의 원일점은 토성 궤도에 가까이 위치하며, 토성 횡단 소행성이기보다는 토성 접근 소행성에 가깝다.
히달고의 궤도 경사는 43°로, 목성과의 접근으로 인해 경사가 커졌다고 추정된다. 당장 최근인 1922년만 보더라도, 히달고는 목성에 0.89 AU까지 접근했었다. 히달고와 목성의 최소 궤도 교차 거리는 0.33 AU밖에 되지 않는다.